# 髹漆甲
漆甲，是中国古代春秋战国时期的一种铠甲，铠甲由皮质甲片组成，由丝线连接，其中的“髹漆”指的即是赤黑色的生漆。

## 盔甲形制与工艺
根据1978年湖北随县擂鼓墩一号战国墓的实物显示，皮甲分为甲身、甲袖与甲裙，其中甲身有2排21块，甲袖有13排87块，甲裙由4排56块，共计164块甲片，在形制上属于札甲。所有的甲片都被上了髹漆。出土的甲片均有弧度，并有明显的模具压过的痕迹，说明当时已经出现类似现代的流水线作业。
同期出土的除了盔甲外还有髹漆皮胄，由十八块各种形状的皮甲片组成。

## 使用
髹漆甲多为皮质，而皮甲是春秋战国时期主要盔甲材质，自秦代后便慢慢淡出军队，被防护能力更好的石甲与铁甲取代。但是尽管汉族军队已不再使用，髹漆甲仍被更晚时期的吐蕃、大理与彝族军队使用，其中少数1950年代的彝族人仍然保留有髹漆甲，用于收藏或作为地位的体现。